# Fikcyjne ogłoszenie secesji Flandrii
13 grudnia 2006 belgijska francuskojęzyczna stacja telewizyjna La Une (jeden z kanałów telewizyjnych RTBF) nadała program Tout ça (ne nous rendra pas la Belgique), w którym przekazywała „na żywo” informację o rzekomej secesji Flandrii, co oznaczałoby de facto rozpad Belgii.
Stacja w porze wysokiej oglądalności o 20:21 przerwała program, nadając specjalne wydanie dziennika telewizyjnego, w którym poinformowała o jednostronnym ogłoszeniu niepodległości przez parlament Flandrii. Dziennikarze twierdzili również, że belgijska para królewska opuściła pałac i uciekła do Demokratycznej Republiki Konga. Wydarzenie komentowali m.in. znani belgijscy politycy (część wiedziała o mistyfikacji). Od samego początku w trakcie programu pojawiały się pewne elementy sugerujące, że nie należy go traktować poważnie (np. nawiązania do twórczości belgijskich surrealistów). Ponadto informacji tych nie potwierdzała żadna z telewizji flamandzkojęzycznych.
Emisja programu wywołała duże poruszenie we francuskojęzycznej części Belgii. Przeciążona strona internetowa stacji została zablokowana, a kilkadziesiąt tysięcy widzów próbowało dodzwonić się na podawany przez stację specjalny numer telefonu. Dzwoniący mogli usłyszeć nagraną wiadomość, że podawane informacje nie są prawdziwe oraz wyjaśnienie, że celem tej emisji miało być pobudzenie Belgów do dyskusji nad narastającymi różnicami między południową a północną częścią kraju.
Pół godziny po rozpoczęciu emisji programu minister ds. mediów Fadila Laanan nakazała dodanie na ekranie telewizyjnym paska informującego, że w programie podawane są fikcyjne wiadomości.
Telewizyjna mistyfikacja była przygotowywana przez dziennikarzy RTBF dwa lata. Nadano jej kryptonim BBB, czyli Bye-bye Belgium („Żegnaj Belgio”).